# LFG Roland D.I
LFG Roland D.I – niemiecki dwupłatowy samolot myśliwski z okresu I wojny światowej, zaprojektowany i zbudowany w wytwórni Luft-Fahrzeug-Gesellschaft (LFG) w Berlinie. Oblatana w połowie 1916 roku maszyna trafiła do produkcji seryjnej i do służby w Luftstreitkräfte, zastąpiona później przez ulepszony model D.II.

## Historia
W 1916 roku w zakładach Luft-Fahrzeug-Gesellschaft (LFG) w Berlinie, pod kierunkiem inżyniera dyplomowanego Tantzena, rozpoczęto prace nad projektem dwupłatowego samolotu myśliwskiego, bazując na konstrukcji dwumiejscowego samolotu rozpoznawczego LFG Roland C.II. Zaadaptowano starannie dopracowany aerodynamicznie kadłub konstrukcji półskorupowej z pokryciem ze sklejki wykonanym w technologii zwanej Wickelrumpf oraz napęd, który stanowił sześciocylindrowy silnik rzędowy Mercedes D.III o mocy 118 kW (160 KM). Tak jak w C.II, górny płat został umieszczony bezpośrednio na grzbiecie kadłuba, przez co konstrukcja samolotu była zwarta i wytrzymała; takie ułożenie skrzydeł ograniczało jednak widoczność z kabiny pilota do przodu i w dół. Zastosowane w C.II rozpórki skrzydeł w kształcie litery „I” zastąpiono konwencjonalnymi. Silne uzbrojenie stanowiły dwa zabudowane w przedniej części kadłuba karabiny maszynowe, co jednak uniemożliwiało do nich dostęp w przypadku zacięcia.
W kwietniu 1916 roku Inspektion der Fliegertruppen (Idflieg) zamówił trzy prototypy myśliwca, nazwanego LFG Roland D.I. Pierwszy z nich został oblatany w lipcu 1916 roku. Pozostałe dwa prototypy zbudowano później jako myśliwce Roland D.II. W sierpniu zostały pomyślnie zakończone badania w locie maszyny, co zaowocowało złożeniem przez Idflieg zamówienia na 60 egzemplarzy seryjnych (o numerach od 830/16 do 889/16). We wrześniu zamówienie kolejnych 20 sztuk Rolanda D.I (o numerach 1680/16 – 1699/16) ulokowano w wytwórni Pfalz-Flugzeugwerke, gdzie wyprodukowano je na licencji początkowo pod oznaczeniem Pfalz D.I, zmienionym w listopadzie 1917 roku na Roland D.I (Pfal). W październiku 1916 roku Idflieg zamówił następne 40 egzemplarzy Rolanda D.I, jednak nie wiadomo ile z nich rzeczywiście zbudowano, gdyż D.I został wówczas zamieniony na liniach produkcyjnych na ulepszony model D.II. Łącznie zbudowano co najmniej 81 sztuk myśliwca Roland D.I (prototyp i 80 egzemplarzy seryjnych).

## Użycie
Pierwsze maszyny Roland D.I weszły do służby w Luftstreitkräfte w październiku 1916 roku. Dostawy tych myśliwców na front zachodni zostały ograniczone z powodu pożaru fabryki LFG, który wybuchł 6 września tego roku. Najwięcej D.I w eskadrach bojowych (12 samolotów) zanotowano w lutym 1917 roku, a do czerwca tego roku został z nich wycofany; kilka egzemplarzy służyło do szkolenia do 1918 roku.
Nieoficjalnie samoloty Roland D.I otrzymały nazwę Haifisch (pol. Rekin), analogicznie do większych C.II nazywanych Walfisch (pol. Wieloryb). W opinii pilotów myśliwce Roland D.I charakteryzowały się dużą wytrzymałością i szybkością, lecz słabą zwrotnością i widocznością z kokpitu.

## Opis konstrukcji i dane techniczne

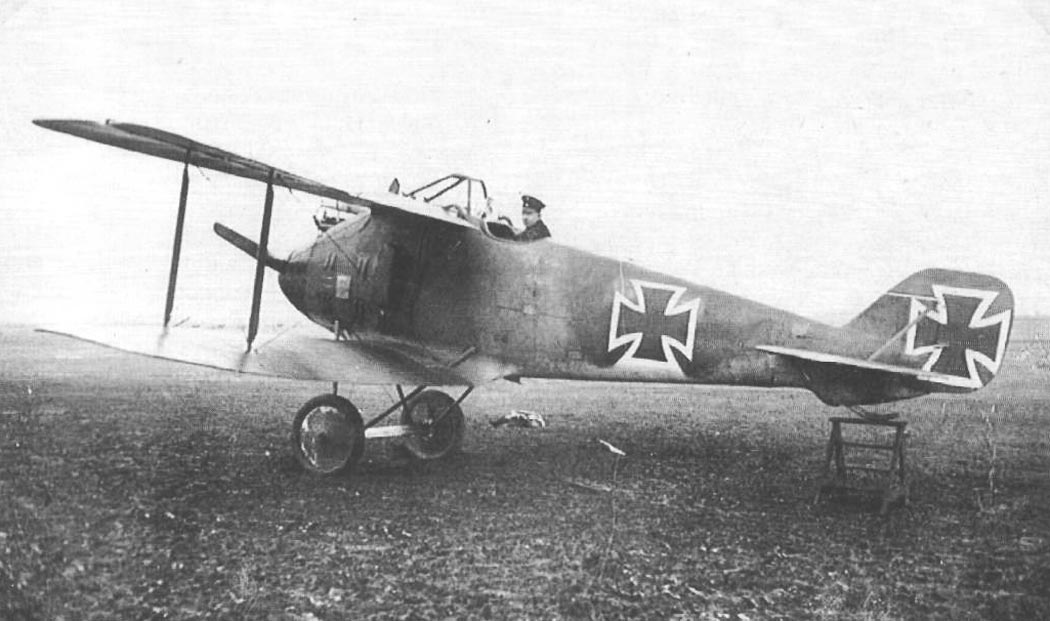
Myśliwiec LFG Roland D.I

LFG Roland D.I był jednosilnikowym, jednomiejscowym dwupłatem myśliwskim. Długość samolotu wynosiła 6,93 metra, a jego wysokość 2,9 metra. Rozpiętość skrzydeł wynosiła 8,9 metra, zaś ich cięciwy 1,45 metra. Powierzchnia nośna wynosiła 23 m². Masa własna wynosiła 699 kg, zaś masa całkowita (startowa) 932 kg.
Napęd stanowił chłodzony cieczą 6-cylindrowy silnik rzędowy Mercedes D.III o mocy 118 kW (160 KM). Prędkość maksymalna samolotu na poziomie morza wynosiła 180 km/h. Maszyna osiągała wysokość 1000 metrów w czasie 4 minut, 2000 metrów w 8 minut, 3000 metrów w 13,5 minuty, 4000 metrów w 22 minuty, zaś na osiągnięcie 5000 metrów samolot potrzebował 28 minut. Pułap wynosił 5000 metrów.
Myśliwiec uzbrojony był w dwa stałe zsynchronizowane karabiny maszynowe LMG 08/15 kalibru 7,92 mm.